# Nebalia daytoni
Nebalia daytoni är en kräftdjursart som beskrevs av Jean Jacques Vetter 1996. Nebalia daytoni ingår i släktet Nebalia och familjen Nebaliidae. Inga underarter finns listade i Catalogue of Life.